# Anglesqueville-l'Esneval
Anglesqueville-l'Esneval è un comune francese di 552 abitanti situato nel dipartimento della Senna Marittima nella regione della Normandia.

## Società

### Evoluzione demografica
Abitanti censiti